# CRYPTON
Il CRYPTON è un algoritmo crittografico a blocchi sviluppato nel 1998 da tre ricercatori di Future Systems Inc., una società coreana, che lo proposero come candidato per l'Advanced Encryption Standard. È molto efficiente nelle implementazioni hardware.

Dell'algoritmo ne furono presentate 2 versioni: la prima, denominata CRYPTON 0.5, lavorava con chiavi lunghe da 64 a 256 bit (con incrementi di 32 bit); la seconda, denominata CRYPTON 1.0, lavorava con chiavi lunghe da 0 a 256 bit (con incrementi di 8 bit).
L'algoritmo processa blocchi dati di 128 bit sotto forma di matrici di 32x32 bit. La funzione di trasformazione del passaggio si articola in 4 mosse: sostituzione a livello di byte, permutazione a livello di colonne di bit, trasposizione da-colonna-a-riga, aggiunta della chiave. Il CRYPTON utilizza 12 passaggi di questo processo computazionale.
A causa della struttura del CRYPTON il processo di decifratura, identico a quello di cifratura, può essere compiuto anche con una chiave differente da quella di cifratura.